# Târgu Neamț
Târgu Neamț (Németvásár en hongrois, Niamtz en allemand, Ante Castrum Nempch en latin, Niyamiç en turc, טרגו ניאמץ en hébreu/yiddish) est une ville roumaine du Județ de Neamț en Moldavie, dans la région de développement du nord-est.

## Géographie

Plan de la ville

La ville de Târgu Neamț est située dans le nord du județ, à la limite des Carpates orientales, sur la rivière Ozana, affluent de la Moldova, à 44 km au nord de Piatra Neamț, le chef-lieu du județ et à 85 km au sud de Suceava.
La municipalité est composée de la ville de Târgu Neamț elle-même et des trois villages de Blebea, Humulești et Humuleștii Noi. En 1992, la population de la municipalité était répartie comme suit :
- Târgu Neamț, 17 557 habitants ;
- Blebea, 700 habitants ;
- Humulești, 3 537 habitants, sur la rive droite de l'Ozana ;
- Humuleștii Noi, 488 habitants.

## Étymologie
L'étymologie de Târgu Neamț est sujette à plusieurs controverses. Certains historiens lui attribuent une origine germanique, d'autres une origine purement roumaine.
Le mot "târgu" vient du roumain târg qui signifie marché. Quant au mot "neamț", il est dérivé du mot slave nemeti signifiant neiges ou allemand, d'où l'interprétation d'une fondation germanique. La ville aurait été une colonie fondée au XIIIe siècle par les chevaliers teutoniques lors de leurs incursions contre les Coumans, installés en Moldavie.

## Histoire
Târgu Neamț est une des plus vieilles villes de Moldavie qui a donné son nom au județ où elle est située. Elle a connu une période de grande prospérité au Moyen Âge, sous le règne des princes Petru Ier Mușat au XIVe siècle et Étienne le Grand au XVe siècle.
Elle entre en période de déclin sous la domination ottomane. Sa forteresse subit les assauts de Jean III Sobieski, roi de Pologne en 1691, lors de la Deuxième guerre austro-turque.
Elle intègre le premier État roumain dès 1859.
Târgu Neamț abritait une importante communauté juive (3 671 personnes en 1930 soit 1/3 de la population totale) qui subit pendant la Seconde Guerre mondiale de nombreuses persécutions. Après la guerre, beaucoup de rescapés émigrent en Israël.
Depuis la Révolution de 1989, la ville connaît un important développement touristique, dû à sa situation privilégiée au centre d'une région riche en monastères orthodoxes de grande valeur.

## Démographie
Lors du recensement de 2011, 93,29 % de la population se déclarent roumains et 1,76 % comme roms (0,18 % déclarent une autre appartenance ethnique et 4,75 % ne déclarent pas d'appartenance ethnique).
En 2002, la répartition religieuse de la municipalité était la suivante:
- Chrétiens orthodoxes, 97,66 % ;
- Vieux Chrétiens, 0,38 % ;
- Catholiques romains, 0,28 % ;
- Chrétiens évangéliques, 0,26 % ;
- Adventistes du septième jour, 0,15 %.

## Politique
| Parti | Parti                                      | Sièges |
| ----- | ------------------------------------------ | ------ |
|       | Parti social-démocrate (PSD)               | 13     |
|       | Parti national libéral (PNL)               | 5      |
|       | Alliance des libéraux et démocrates (ALDE) | 1      |

## Économie
La ville possède plusieurs entreprises industrielles (produits chimiques, mobilier, textiles, produits alimentaires).
Le tourisme prend de plus en plus d'importance dans l'économie locale (hôtels, pensions...) en raison de la richesse du patrimoine local (tant architectural que naturel).

## Communications

### Routes
Târgu Neamț se trouve au croisement des routes nationales DN15B et DN15C.
- DN15B vers l'est et Pașcani et la route nationale DN2 (Route européenne 85).
- DN15B vers l'ouest et Târgu Mureș.
- DN15B vers le sud et Piatra Neamț.
- DN15B vers le nord et Fălticeni, Suceava et l'Ukraine.

### Voies ferrées
Une ligne de chemin de fer secondaire des Chemins de Fer Roumains (CFR, Căile Ferate Române) relie Târgu Neamț et Pașcani située sur l'itinéraire 500 vers Roman, Suceava ou Bucarest.

## Culture

### Musées
Târgu Neamț possède un Musée d'Histoire et d'Ethnographie. Ouvert en 1954 dans le bâtiment de l'École Royale (datant de 1852), ce musée présente l'histoire de Târgu Neamț et de sa région.
D'autre part, on peut visiter plusieurs maisons-musées :
- Maison Ion Creangă, dans le village d'Humulești, où vécut l'écrivain dans son enfance (construction de 1830).
- Maison Veronica Micle, aménagé en 1984 dans les lieux où vécut la poétesse et qui présente manuscrits, documents, objets livres et meubles lui ayant appartenu.

## Tourisme

### Monuments

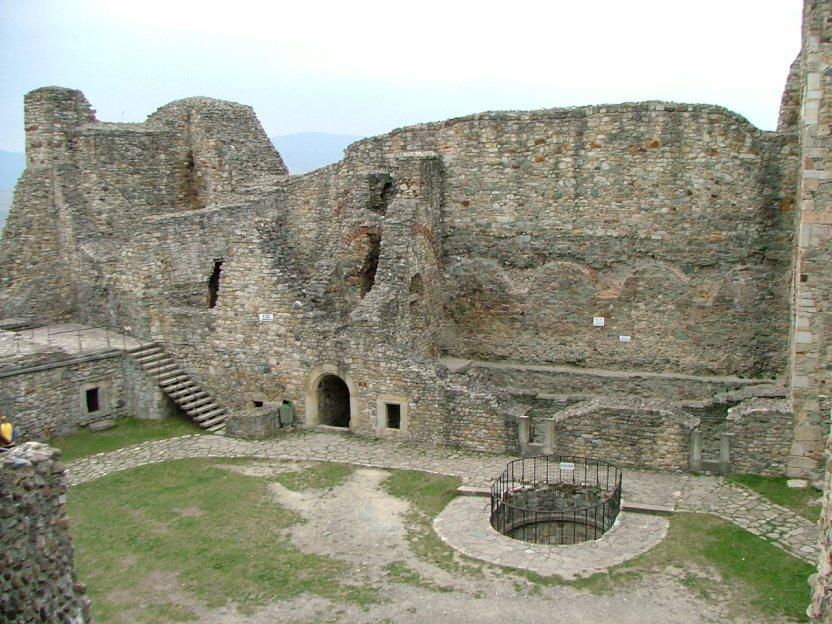
La citadelle de Neamț

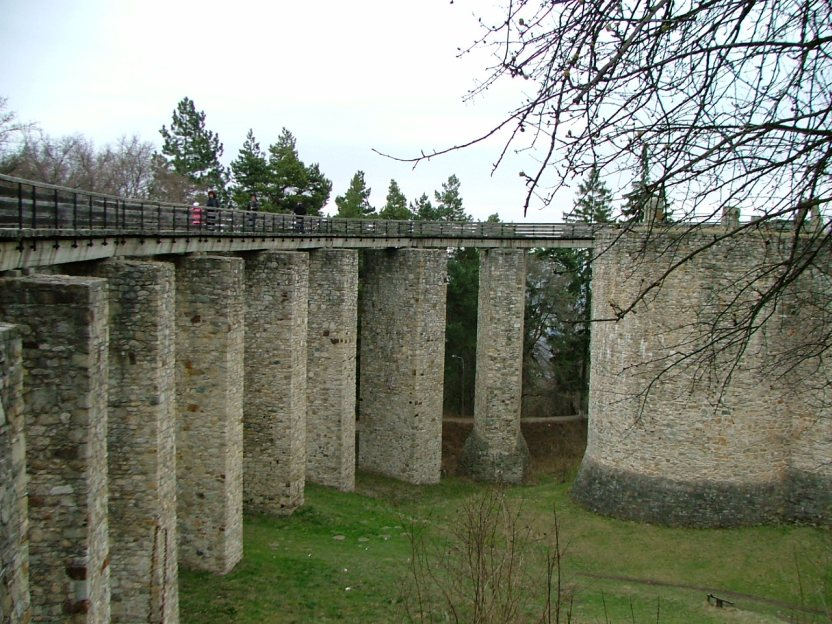
le pont de la citadelle

- La Citadelle de Neamț (Cetatea Neamț), construite sur le plateau de Pleșu, à 480 m d'altitude, aux ruines impressionnantes. Le premier château fut élevé sur les ordres de Petru Ier Mușat en 1395 (quadrilatère fortifié de quatre tours). Un siècle plus tard, Étienne le Grand agrandit le château d'une nouvelle ceinture de murailles et de quatre bastions de défense, de fossés et d'un pont doté de onze piliers et de nombreux bâtiments d'habitation. La citadelle joua un rôle important dans l'histoire de la Moldavie et reste un lieu attirant de nombreux touristes.

- Église orthodoxe St-Georges (Sf. Gheorghe) de 1808.

- Église orthodoxe des Saints-Archanges (Sf. Arhangi Mihail și Gavriil) de 1837.

- Église orthodoxe de la Dormition de la Vierge (Adormirea Maicii Domnului)) de 1676, détruite par un incendie en 864, reconstruite en 1875.

- Église orthodoxe St-Nicolas (Sf. Nicolae) dans le village d'Humulești.

- Monastère de Neamț, à une dizaine de kilomètres à l'ouest de la ville.

### Curiosités naturelles
- Le Parc Naturel Vânători, ouvert en 1990. Ce parc naturel, d'une superficie de 30 818 ha, dont 26 300 ha de forêts, est établi sur le versant est des Monts Stânișoara, dans les Carpates orientales, à une altitude moyenne de 800 -m présente de grandes richesses naturelles.

## Sports
Târgu Neamț est le siège du club de football FC Cetatea Târgu Neamț.

## Personnages célèbres
- Rodica Arba, (1962-), rameuse (médaille d'or en catégorie "deux sans barreur" aux Jeux olympiques de Los Angeles en 1984, puis médaille d'or en catégorie "deux sans barreur" et médaille d'argent en catégorie "huit" aux Jeux olympiques de Séoul en 1988.
- Ion Creangă, écrivain classique (1837-1889), né à Humulești.
- Moshe Idel (1947-), philosophe et kabbaliste israélien, né à Târgu Neamț.
- Irving Layton, (1912-2006), poète canadien, né à Târgu Neamț.
- Veronica Micle, (1850-1889), poétesse, qui vécut à Târgu Neamț.
- Mariana Simionescu, (1956-), joueuse de tennis.
- Varlaam Moțoc (en), métropolite de l'Église orthodoxe de Moldavie de 1632 à 1653.
- Ioan Vieru, (1962-), poète.

## Jumelages
- Termonde (Belgique)
- Panazol (France)
- Saint-Just-Saint-Rambert (France)
- Telenești (Moldavie)